# PGC 38025
LEDA/PGC 38025 ist eine linsenförmige Galaxie vom Hubble-Typ S0 mit ausgedehnten Sternentstehungsgebieten im Sternbild Drache am Nordsternhimmel, die schätzungsweise 72 Millionen Lichtjahre von der Milchstraße entfernt ist. Gemeinsam mit drei weiteren Galaxien gilt sie als Mitglied der NGC 4125-Gruppe (LGG 274).
Im selben Himmelsareal befinden sich die Galaxien NGC 4081, NGC 4121, NGC 4125, NGC 4205.